# Gyáli járás
A Gyáli járás Pest vármegyéhez tartozó járás Magyarországon, amely 2013-ban jött létre. Székhelye Gyál. Területe 170,99 km², népessége 40 309 fő, népsűrűsége pedig 236 fő/km² volt 2013. elején. 2013. július 15-én két város és két község tartozott hozzá.
A Gyáli járás a 2013-ban újonnan létrehozott járások közé tartozik, a járások 1983-as megszüntetése előtt nem létezett, Gyál korábban soha nem töltött be járási székhely szerepet.

## Települései
| Település   | Rang (2013. július 15.) | Közös hivatal | Kistérség (2013. január 1.) | Népesség (2013. január 1.) | Terület (km²) |
| ----------- | ----------------------- | ------------- | --------------------------- | -------------------------- | ------------- |
| Gyál        | járásszékhely város     |               | Gyáli                       | 22 709                     | 24,93         |
| Ócsa        | város                   |               | Gyáli                       | 9 073                      | 81,66         |
| Alsónémedi  | nagyközség              |               | Gyáli                       | 5 203                      | 49,07         |
| Felsőpakony | község                  |               | Gyáli                       | 3 324                      | 15,33         |